# Westerhever

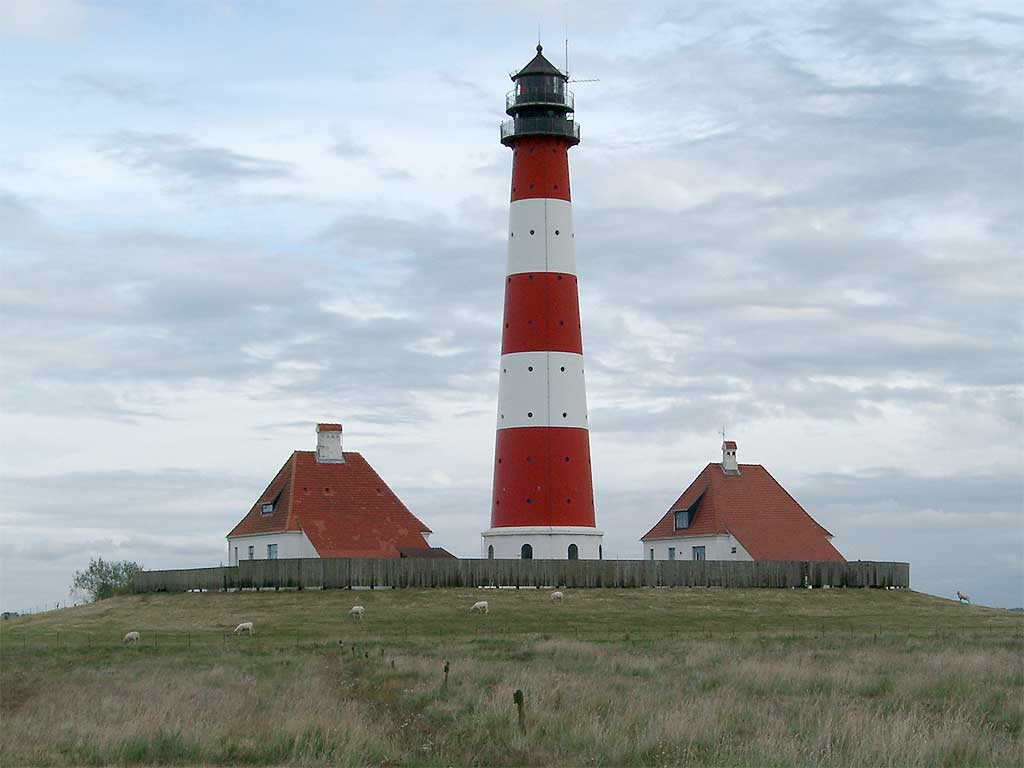
Il faro di Westerheversand

Westerhever (13,21 km²; 130 ab. ca.) è una cittadina tedesca sul Mare del Nord nella regione (e circondario) della Frisia Settentrionale (Nordfriesland), nel  land Schleswig-Holstein (Germania nord-occidentale).

## Geografia fisica
Westerhever si trova sulla costa centro-occidentale e quasi all'estremità occidentale dello Schleswig-Holstein, nella penisola di Eiderstedt. È affacciata sulla baia di Tümlauer (Tümlauer Bucht) e situata a pochi chilometri a nord-ovest di St. Peter-Ording.

## Storia
La zona è abitata sin dal XII secolo.

## Economia

### Turismo
La località attira ca. 80.000 visitatori l'anno. 
È famosa per il Faro di Westerheversand e per le sue saline.